# Cœurs Vaillants
Cœurs vaillants was een Frans wekelijks katholiek geïnspireerd jeugdtijdschrift. Het schonk veel aandacht aan stripverhalen, in het bijzonder die van de Belgische striptekenaar Hergé. In de nadagen van het tijdschrift veranderde het tweemaal van naam. Het heette J2 Jeunes van 1963 tot 1970 en Formule 1 van 1970 tot 1981.

## Oprichting
Cœurs vaillants werd opgericht op 8 december 1929 door de Union des œuvres catholiques de France. Jongeren van 11 tot 14 jaar vormden de doelgroep van het tijdschrift.
De oprichters waren:
- priester Gabriel Bard van de Union des œuvres catholiques de France;
- Pierre Rougement (pseudoniem van priester Henri Guesdon);
- en priester Gaston Courtois.

In 1934 had het tijdschrift 360.000 lezers.

## Tijdens de Tweede Wereldoorlog
In 1940 werd Cœurs vaillants verboden in bezet Frankrijk. Een deel van de redactie verhuisde naar Clermont-Ferrand en later naar Lyon. In het bezet gebied kwam het tijdschrift clandestien onder de naam Belles Histoires de Vaillance. Tegelijkertijd geeft de redactie de klassieke versie van het tijdschrift verder uit tot aan de bevrijding in 1945.

## Nadagen van het tijdschrift
In 1963 fuseerden de redacties van Cœurs vaillants en Âmes vaillantes tot J2 Jeunes en J2 magazine. In 1970 wordt het tijdschrift hernoemd tot Formule 1. In 1981 verschijnt het laatste nummer.

## Stripverhalen van Hergé
Cœurs vaillants was het eerste tijdschrift dat De avonturen van Kuifje van Hergé publiceerde in Frankrijk. Als katholiek weekblad had Cœurs vaillants wel bedenkingen bij het gegeven dat Kuifje geen gezin heeft. Daarom vraagt men Hergé een nieuwe stripreeks te ontwikkelen. De avonturen van Jo, Suus en Jokko was geboren.

### De avonturen van Kuifje
Volgende werken van De avonturen van Kuifje verschenen doorheen de jaren in Cœurs vaillants:
- Tintin au pays des Soviets (Kuifje in het land van de Sovjets) van 1930 tot 1932;
- Tintin au Congo (Kuifje in Afrika) van 1932 tot 1933 en van 1941 tot 1942 onder de naam Tintin dans la brousse;
- Tintin en Amérique (Kuifje in Amerika) van 1933 tot 1934 en van 1942 tot 1944 onder de naam Tintin chez les Indiens;
- Tintin en Orient (De sigaren van de farao) van 1934 tot 1935;
- Tintin en Extrême-orient (De Blauwe Lotus) van 1935 tot 1937;
- Tintin chez les Arumbayas (Het gebroken oor) van 1937 tot 1938;
- Le Mystère de l'avion gris (De Zwarte Rotsen) van 1938 tot 1939;
- Tintin en Syldavie (De scepter van Ottokar) van 1939 tot 1940;
- Tintin au pays de l'or noir (Kuifje en het Zwarte Goud), gedeeltelijk gepubliceerd van 1940 tot de bezetting;
- Le Crabe aux pinces d'or (De krab met de gulden scharen) van 1942 tot 1943;
- L'Étoile mystérieuse (De geheimzinnige ster) van 1943 tot 1944;
- Le Secret de La Licorne (het geheim van de Eenhoorn), gedeeltelijk gepubliceerd van 1944 tot de bevrijding;
- en Les Sept Boules de cristal (De zeven kristallen bollen) van 1946 tot 1947.

Na de Tweede Wereldoorlog werd in België het Kuifje-weekblad opgericht. Dit tijdschrift publiceerde de latere albums van De avonturen van Kuifje en was ook in Frankrijk verkrijgbaar.

### De avonturen van Jo, Suus en Jokko
Alle verhalen van De avonturen van Jo, Suus en Jokko verschenen doorheen de jaren in Cœurs vaillants. Het gaat om:
- het overkoepelend verhaal Rayon du mystère (Het mysterie van straal V) van 1936 tot 1938. Dit verhaal heeft twee episodes:
  - Le "Manitoba" ne répond plus (De Manitoba antwoordt niet meer);
  - en L'Éruption du Karamako (De uitbarsting van de Karamako).
- het overkoepelend verhaal Le Stratonef H. 22 (Stratokruiser H. 22) van 1938 tot 1939. Dit verhaal heeft twee episodes:
  - Le Testament de M. Pump (Het testament van Mr. Pump);
  - en Destination New York (Bestemming New York).
- La Vallée des cobras (De Najavallei).

De albums werden in de jaren 1950 door Casterman uitgegeven in een lichtjes verschillende volgorde.